# Stade Ahmed-Bsiri
Le stade Ahmed-Bsiri (arabe : ملعب أحمد البصيري), anciennement appelé Stade municipal de Bizerte, est un stade sportif multidisciplinaire situé à Bizerte en Tunisie.
Il dispose d'une capacité de 2 000 places et sa pelouse est synthétique après une rénovation en 2012.
Il est le stade principal de la ville jusqu'à l'inauguration en 1990 du stade du 15-Octobre. Il devient par suite un terrain d'entraînement pour les catégories jeunes du Club athlétique bizertin.

## Histoire
Le stade, qui a une capacité initiale de 8 000 places, abrite un match de la coupe d'Afrique des nations 1965 opposant le Ghana et la Côte d'Ivoire (4-1).
Il est rénové en 2004 à l'occasion de la coupe d'Afrique des nations 2004 et réservé aux entraînements des sélections participantes ; sa capacité passe alors à 2 000 places.
Manquant d'équipements sportifs pour les catégories jeunes et dans l'incapacité de supporter le nombre d'heures quotidiennes d'entraînement, la pelouse du stade est transformée en 2012 en pelouse synthétique afin de satisfaire les besoins de l'équipe.